# Lethrus serpentifer
Lethrus serpentifer är en skalbaggsart som beskrevs av Semenov och Medvedev 1935. Lethrus serpentifer ingår i släktet Lethrus och familjen tordyvlar. Inga underarter finns listade i Catalogue of Life.